# Jézus Szent Szíve székesegyház (Ciudad Obregón)
A mexikói Ciudad Obregónban található Jézus Szent Szíve székesegyház (spanyolul Catedral del Sagrado Corazón de Jesús) a Ciudad Obregón-i egyházmegye központja. Tetőszerkezete piramisszerű, belül egy 12 méter széles és 7 méter magas oltárkép látható, amely 30 márványelemből lett összeállítva, összesen 2,5 tonnás.

## Története
A város első székesegyházának építése a cristero-háború után, 1930-ban kezdődött a település északi peremén, ahol addig csak egy szögesdróttal körbekerített üres terület feküdt. Azóta ezt a területet körbenőtte a város, ma itt található többek között az Álvaro Obregón tér, a községi palota és a könyvtár is. Az első pap, aki itt szolgált, Alfonso Rodríguez volt, az első püspök pedig az 1967-ben meggyilkolt José Torres Castañeda.
A régi templomot 1977-ben lebontották, csak bal oldali tornyát hagyták meg, amely ma magányos harangtoronyként áll a téren. Ezzel egy időben elkezdték építeni az új, modern stílusú székesegyházat, ami végül 1979-re készült el. Az épületet Ceferino González tervezte, a mérnöki számításokat Antonio Huelsz Suárez és Jorge E. Longares González végezte, az építkezést Agapito Morales Barajas vezette.
2015. augusztus 12-én délután, amikor egy csoport hívő imádkozott a templomban elhelyezett Mária-szobornál, észrevették, hogy a szobor arcán könnyhöz hasonló cseppek folynak végig. A történtekről felvételeket is készítettek, és többen csodának nyilvánították a könnyezést, de a templom papja, Federico Espinoza Ramos később azt a magyarázatot adta, hogy csak a tetőn beszivárgó esővíz folyt végig Mária arcán.